# Taye Taiwo
Taye Taiwo   (Lagos, 16 d'abril de 1985) és un exfutbolista nigerià que jugava de lateral esquerre. És conegut pels seus xuts esquerrans de llarg abast i encreuaments, la força física i el ritme.
Taiwo té un poderós xut amb la cama esquerra, que va ser mesurat al voltant de més de 130 km/h (prop de 82 milles per hora) en un tir lliure en una semifinal de la Coupe de França del 2006.
Taiwo va ser l'any 2006 el Jove Jugador Africà de l'any.

## Carrera futbolística
Taiwan va ser portat per omplir el buit que havia deixat Bixente Lizarazu quan va marxa al Bayern de Múnic. Taiwan era part de l'equip de Nigèria durant el Campionat Mundial Juvenil de la FIFA de 2005. Va marcar dos gols decisius durant la competició cosa que va permetre a Nigèria d'assolir la final (va perdre 2 .-1. contra Argentina). Va ser designat com el tercer millor jugador del torneig per darrere del nigerià John Obi Mikel i l'argentí Lionel Messi.
Taiwo jugà a la 2006 Copa Africana de Nacions a Egipte, així com el 2008 Copa Africana de Nacions a Ghana.

## Personal
His name, Taïwo, significa "Pre-tasted the world". Aquest nom sol ser donat al primer d'una sèrie de bessons.